# Carol-Anne Chenard
Carol-Anne Chenard (Ontario, Canadá, 17 de febrero de 1977) es una árbitra de fútbol canadiense. Fue internacional desde 2006.

## Trayectoria
Chenard ha arbitrado partidos de la Copa Mundial Femenina de Fútbol Sub-20 de 2008, en Chile, la Copa Mundial Femenina de Fútbol Sub-20 de 2010 y la Copa Mundial Femenina de Fútbol de 2011, ambas en Alemania, los Juegos Olímpicos de 2012, en Londres, Gran Bretaña, la Copa Mundial Femenina de Fútbol Sub-20 de 2014 y la Copa Mundial Femenina de Fútbol de 2015, ambas en Canadá.
En 2014 fue votada como la tercera mejor árbitro del mundo por la Federación Internacional de Historia y Estadística de Fútbol (IFFHS), detrás de Bibiana Steinhaus de Alemania, Kateryna Monzul de Ucrania.
En julio de 2019, fue  diagnosticada con cáncer de mama y, aunque inicialmente fue designada, se perdió la Copa Mundial Femenina de Francia.